# 蒙哥馬利縣 (印地安納州)
蒙哥馬利縣（英語：Montgomery County）是美国印第安纳州西部的一個縣，面積1,309平方公里。根據2020年美國人口普查，共有人口37,936人。縣治克勞福茲維爾（Crawfordsville）。該縣成立於1823年3月1日，縣名紀念美國獨立戰爭中戰死的理查德·蒙哥马利。